# Rijdende school
De rijdende school verzorgt sinds 1955 basisonderwijs voor kinderen van kermisexploitanten en circusmedewerkers in Nederland.

## Geschiedenis
Tot de jaren 50 van de twintigste eeuw gingen de kinderen van de meer bemiddelde kermisexploitanten naar internaten, de andere kinderen gingen vaak alleen in de winter, buiten het kermisseizoen, naar school. De eerste rijdende school in Nederland, een grote autobus met volgwagen, werd gebouwd in 1954 door de Damster Carrosseriefabriek Medema in Appingedam. De school, die de naam 'Prinses Beatrixschool' kreeg, werd in februari 1955 op de Vismarkt in Groningen officieel geopend door Dr. J.H. Wesselings, raadadviseur bij het ministerie van Onderwijs. In mei 1955 werd de school, die toen in Amersfoort stond, bezocht door koningin Juliana. In de jaren daarna kwamen er meer wagens bij. Tegenwoordig (2025) heeft de Stichting Rijdende School in Geldermalsen tien grote schoolwagens en dertien minischolen onder haar beheer. Bovendien wordt afstandsonderwijs aangeboden om de continuïteit in het onderwijsaanbod zoveel mogelijk te waarborgen.

## Onderwijs
De leerlingen bezoeken tijdens het zomerseizoen de scholen bij de kermissen. Op elke school wordt door een of twee leerkrachten  lesgegeven, afhankelijk van het aantal leerlingen. Voor leerlingen die met kleinere kermissen meereizen, waarbij geen school wordt geplaatst, is er de mogelijkheid om via een digitale leeromgeving les op afstand te krijgen. De leerlingen werken individueel, op hun eigen niveau, met het lesmateriaal van de basisschool die ze in de winterperiode bezoeken. Daarnaast worden er groepslessen gegeven. Er wordt gebruikgemaakt van een online leerlingvolgsysteem, waarbij de leerkrachten van de rijdende school en de leerkracht van de reguliere basisschool de vorderingen van hun leerlingen kunnen volgen.

## Kunst
Voor de aankleding van de buitenkant van de wagens, worden kunstenaars gevraagd. Beeldhouwer Wladimir de Vries maakte voor de eerste school zes plaquettes in Berlijns zilver, waarop hij diverse schoolvakken uitbeeldde. De platen zijn later op andere wagens herplaatst. Ook Klaas van Dijk en Nelleke Allersma maakten reliëfs voor de wagens van de school.